# SN 1996I
SN 1996I – supernowa typu Ia odkryta 14 lutego 1996 roku w galaktyce A120039-0016. W momencie odkrycia miała maksymalną jasność 23,00m.